# Łuskwiak rdzawołuskowy

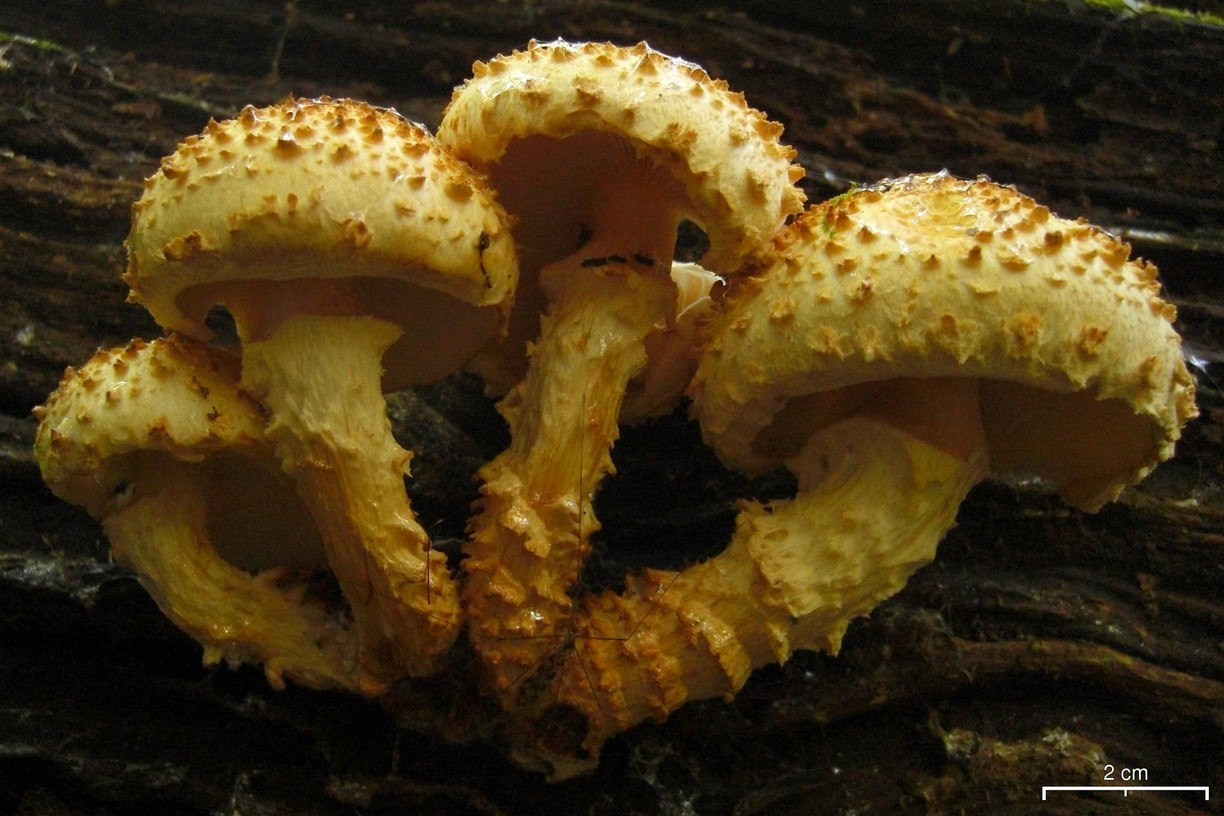

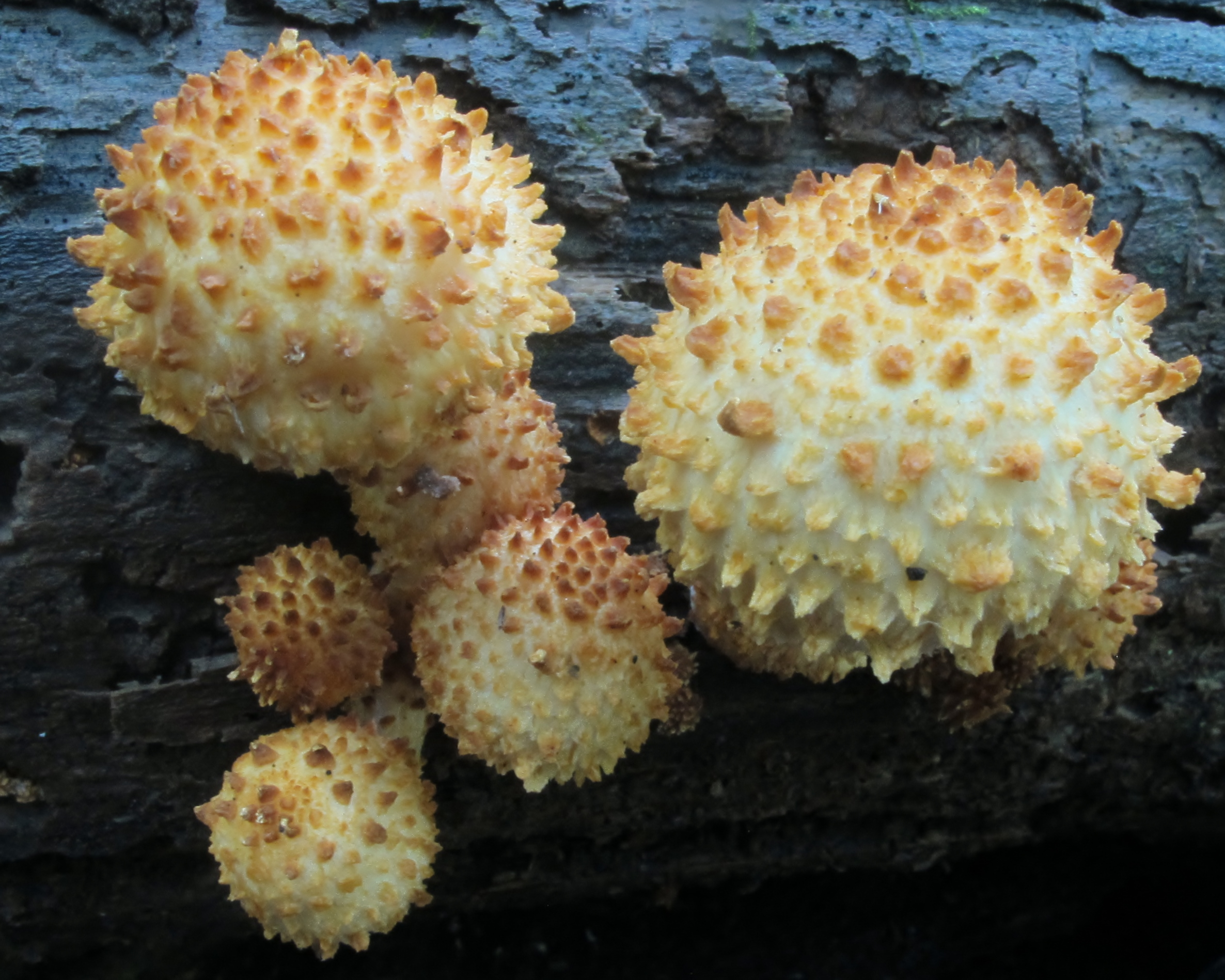
Młode owocniki

Łuskwiak rdzawołuskowy (Pholiota squarrosoides  (Peck) Sacc.) – gatunek grzybów należący do rodziny pierścieniakowatych (Strophariaceae).

## Systematyka i nazewnictwo
Pozycja w klasyfikacji według Index Fungorum: Pholiota, Strophariaceae, Agaricales, Agaricomycetidae, Agaricomycetes, Agaricomycotina, Basidiomycota, Fungi.
Po raz pierwszy takson ten zdiagnozował w 1878 r. Charles Horton  Peck nadając mu nazwę Agaricus squarrosoides. Obecną, uznaną przez Index Fungorum nazwę nadał mu w 1887 r. Pier Andrea Saccardo.
Synonimy:
- Agaricus squarrosoides Peck 1878
- Hypodendrum squarrosoides (Peck) Overh. 1932

Nazwę polską zaproponował Władysław Wojewoda w 2003 r.

## Morfologia
Kapelusz
Średnica 3–8 cm, w młodych owocnikach kulisty, potem kolejno półkulisty, wypukły i płaskowypukły. Brzeg u młodych owocników połączony osłona z trzonem, tak, że blaszki są niewidoczne. Podczas wzrostu owocnika pęka, a jego resztki zwisają z brzegu. Powierzchnia kapelusza początkowo ciemnoochrowa, potem jasnoochrowa, w końcu żółta z gęstymi, sterczącymi stożkowatymi, brązowymi łuskami, przy brzegu płowiejącymi do barwy ochrowożółtej. Brzeg jaśniejszy.
Blaszki
Dość gęste, nieco zbiegające, początkowo jasnoochrowe, potem rdzawobrązowe.
Trzon
Wysokość 2–7 cm, grubość do 1,1 cm, walcowaty, zwykle zakrzywiony, pełny. Powierzchnia żółtawa, pod kapeluszem gęsto pokryta dużymi, spiczastymi i wygiętymi w dół łuskami.
Miąższ
Biały o delikatnym zapachu.
Cechy mikroskopowe
Wysyp zarodników cynamonowobrązowy. Zarodniki 4–6 × 2,5–3,5 µm, gładkie, mniej lub bardziej eliptyczne, bez pory rostkowej, W KOH matowe, czerwonawo brązowe. Pleurocystydy maczugowate, do 65 × 18 µm. Cheilocystydy maczugowate, do 50 × 13 µm. Cystydy bez refrakcyjnej zawartości. Strzępki epikutis częściowo zżelowane. W strzępkach występują sprzążki.

## Występowanie i siedlisko
Występuje w Ameryce Północnej, Europie, Azji i na Nowej Zelandii. W piśmiennictwie naukowym na terenie Polski do 2003 r. podano trzy stanowiska. Znajduje się na Czerwonej liście roślin i grzybów Polski. Ma status E – gatunek wymierający, którego przeżycie jest mało prawdopodobne, jeśli nadal działać będą czynniki zagrożenia. Liczne nowe stanowiska podaje internetowy atlas grzybów. Nowe stanowiska w południowo-zachodniej Polsce podaje także Marek Halama w 2011 r.
Występuje w górskich lasach liściastych na martwym drewnie w lesie, na pniakach, pniach i konarach drzew liściastych, zwłaszcza buków.

## Znaczenie
Saprotrof, ale czasami także pasożyt drzew. Jest niejadalny.

## Gatunki podobne
Teoretycznie łuskwiaka rdzawołuskowego można odróżnić od bardzo podobnego łuskwiaka nastroszonego (Pholiota squarrosa) bez użycia mikroskopu, ponieważ jego blaszki przechodzą z białawego do rdzawo brązowego bez zielonkawego etapu, a jego kapelusz jest często nieco lepki pod łuskami (w przeciwieństwie do zawsze suchego kapelusza ł. nastroszonego). Ponadto ł. rdzawołuskowy nigdy nie ma czosnkowego zapachu, który występuje w niektórych owocnikach ł. nastroszonego.
Taka jest teoria – ale warunki pogodowe wpływają na lepkość kapelusza, a gdy zebrało się dojrzałe okazy, nie ma możliwości ustalenia, czy ich blaszki przeszły przez zielonkawy etap. I chociaż niektórzy autorzy próbowali dostarczyć innych nie-mikroskopowych punktów porównawczych (na przykład kolory powierzchni kapelusza i skali lub stopień żółtawości w młodych blaszkach), większość z tych cech jest zmienna i występuje u obydwu gatunków. Ostatecznie analiza mikroskopowa może być wymagana do oddzielenia tych grzybów; ł. rdzawołuskowy ma znacznie mniejsze zarodniki niż ł. nastroszony (4–6 × 2,5–3,5 µm w porównaniu z 6–8 × 4–5 µm), jego zarodniki nie mają porów rostkowych, a jego cystydom brakuje zawartości refrakcyjnej znajdującej się w cystydach l. nastroszonego.
Badania Jacobssona w 1989 r., Klana i współpracowników w 1989 r. oraz analiza DNA (Moncalvo i współpracownicy, 2002 r.) nie wykazała odrębności biologicznej i genetycznej między ł. nastroszonym i ł. rdzawołuskowym – zdaniem tych autorów jest to jeden gatunek.